# Louremberg Nunes Rocha
Louremberg Ribeiro Nunes Rocha (Poxoréu, 28 de maio de 1942) é um advogado, professor e político brasileiro que representou Mato Grosso no Congresso Nacional.

## Biografia
Filho de Joaquim Nunes Rocha e Irantina Ribeiro Rocha. Advogado com Bacharelado em Direito pela Universidade de São Paulo em 1965 com especialização em Direito Processual Civil e Teoria Geral do Processo em 1970 e Mestrado em Filosofia do Direito e Teoria Geral do Direito pela mesma instituição em 1973. Procurador em São Paulo (1971-1973), consultor jurídico da Secretaria de Educação no segundo governo Laudo Natel e procurador da Fazenda Nacional, foi professor assistente de Direito Processual Civil na Pontifícia Universidade Católica de São Paulo e auxiliar de ensino de Teoria Geral do Direito na Universidade de São Paulo.
De volta a Mato Grosso, foi secretário da Educação e Cultura (1973-1975) no governo José Fragelli e vice-reitor da Universidade Estadual de Mato Grosso (1975-1978), cargo acumulado com o de presidente da Fundação Cultural de Mato Grosso. Filiou-se à ARENA e foi eleito deputado federal em 1978 em lugar do pai, passando depois para o PP e a seguir para o PMDB pelo qual foi candidato a derrotado a vice-governador na chapa do padre Raimundo Pombo em 1982 e eleito senador em 1986, filiando-se ao PTB e ao PPR no curso do mandato, não sendo reeleito em 1994.